# Muška prostitucija
Muška prostitucija, čin ili praksa kojom muškarac pruža spolne usluge muškarcu ili ženi u zamjenu za plaću. U usporedbi s prostitutkama muški su seksualni radnici znatno manje proučavani od istraživača.
Muške prostitutke poznate su po različitim imenima i eufemizmima uključujući eskort, žigolo (obično se implicira da ih koriste klijentice), a na engleskom govorno području i rent-boy, hustler, model ili maser (posljednja tri ne moraju uvijek označivati prostitutke). Muškarac koji se ne smatra gejom, no spreman je imati seks s klijentom za novac zove se gay-for-pay ili trade.

## Više informacija
- dob pristanka
- ženski seksualni turizam
- muški promiskuitet
- prostitucija
- seksualni turizam